# Honorata Leszczyńska

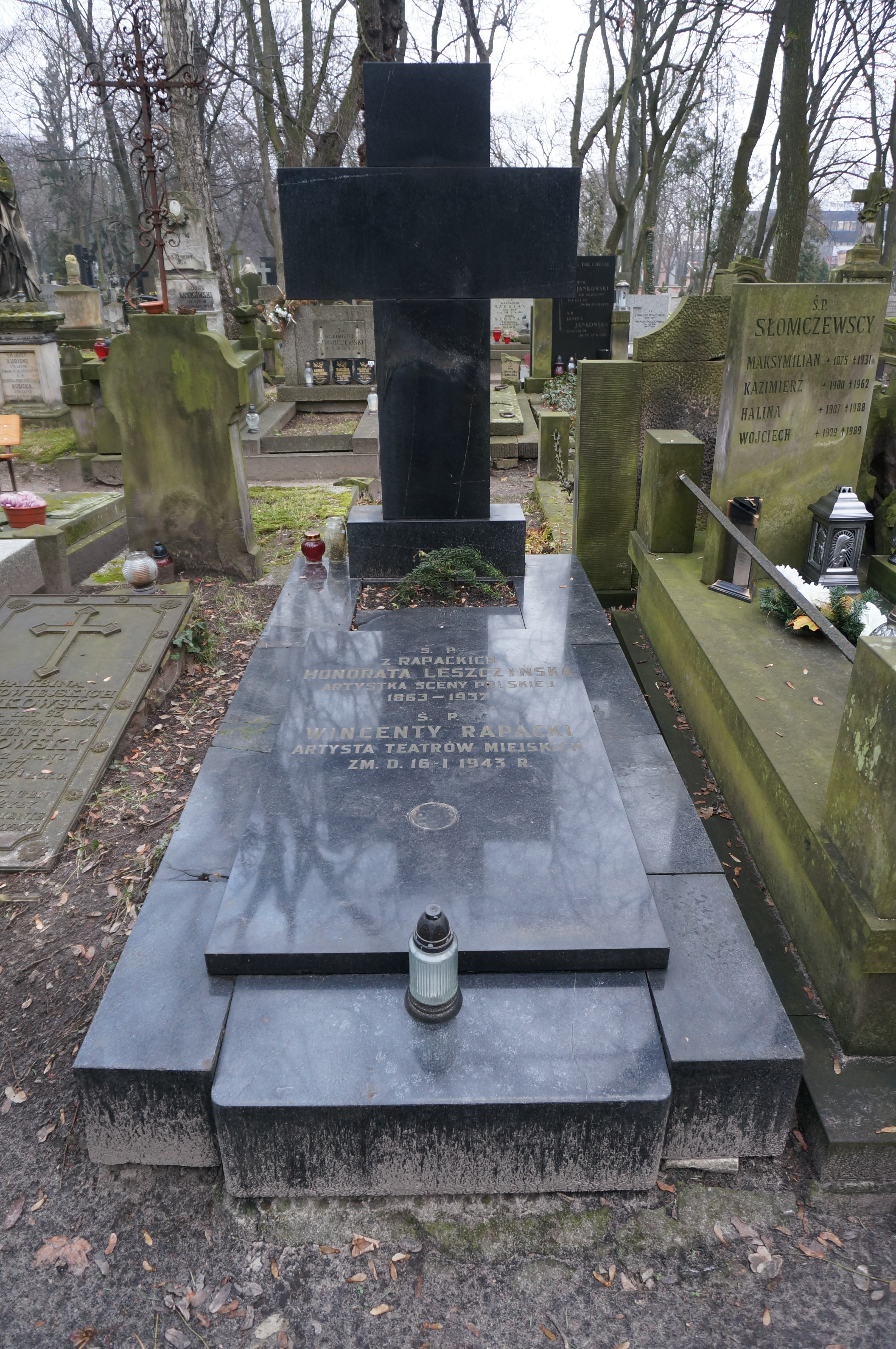
Grób Honoraty Leszczyńskiej na cmentarzu Powązkowskim

Honorata Leszczyńska z Rapackich (ur. 16 maja 1864 w Czerniowcach, zm. 18 stycznia 1937 w Warszawie) – polska aktorka teatralna, występowała na deskach warszawskich teatrów.

## Życiorys
Była córką Wincentego Rapackiego i Józefiny Rapackiej, siostrą Wincentego Rapackiego, żoną aktora Bolesława Leszczyńskiego, matką Jerzego Leszczyńskiego.
Od dzieciństwa wychowywała się w atmosferze teatralnej. Jako dziecko występowała w krakowskim teatrze w dziecięcych rolach. Po przeprowadzce w 1870 z rodzicami do Warszawy ukończyła Instytut Maryjski, następnie kształciła się pod kierunkiem ojca. Na scenie debiutowała 5 września 1880 w warszawskim Teatrze Rozmaitości w roli Klary w Ślubach panieńskich. 
Jej najlepsze role sceniczne to kreacje w dramatach Blizińskiego, Szekspira, Ibsena, Słowackiego. Występując w Poskromieniu złośnicy tak zachwyciła Stanisława Wyspiańskiego, że postanowił ją sportretować (Portret Honoraty Leszczyńskiej w roli Katarzyny z Poskromienia złośnicy Williama Shakespeare’a, 1894). Często wyjeżdżała na występy gościnne. Grała również w Krakowie.
Była członkiem zasłużonym Związku Artystów Scen Polskich. 
Honorata Leszczyńska spoczywa na cmentarzu Powązkowskim (kwatera A-4-28).

## Odznaczenia
- Krzyż Oficerski Orderu Odrodzenia Polski (8 listopada 1930)[3],
- Srebrny Wawrzyn Akademicki (5 listopada 1935)[4].

## Filmografia
- 1921 – Cud nad Wisłą jako pani Granowska
- 1911 – Dzień kwiatka

## Spektakle teatralne (wybór)
- 1880 – Śluby panieńskie, Teatr Rozmaitości w Warszawie jako Klara
- 1893 – Poskromienie złośnicy jako Katarzyna
- Mąż i żona
- Balladyna